# Begonia aequatorialis
Begonia aequatorialis es una especie de planta perenne perteneciente a la familia Begoniaceae. Es originaria de Ecuador.

## Descripción
Es una hierba endémica de Ecuador, en donde se conoce a partir de cuatro subpoblaciones. Una se recogió a 66 km de la carretera Latacunga-Quevedo, otra 5 km al norte de Huigra y otro cerca del Río Guamolotal, al norte de Molleturo. No hay datos disponibles para una colección en la provincia de Sucumbíos. No se conoce su ubicación dentro de la red protegida de Ecuador, pero se pueden encontrar en la Reserva de Producción Faunística Chimborazo. La destrucción del hábitat es la única amenaza conocida para la especie.

## Taxonomía
Begonia aequatorialis fue descrita por L.B.Sm. & B.G.Schub. y publicado en Memoirs of the New York Botanical Garden 8: 36. 1952.
Etimología
Begonia: nombre genérico, acuñado por Charles Plumier, un referente francés en botánica, honra a Michel Bégon, un gobernador de la excolonia francesa de Haití, y fue adoptado por Linneo.
aequatorialis: epíteto latino que significa "ecuatorial".